# Tannheim (Austria)
Tannheim – gmina w Austrii, w kraju związkowym Tyrol, w powiecie Reutte. Według Austriackiego Urzędu Statystycznego liczyła 1042 mieszkańców (1 stycznia 2015).